# Garcia de Loaysa Giron

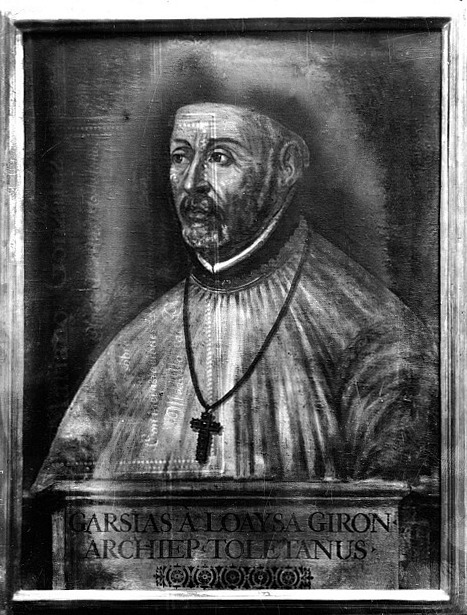
García Loaysa y Girón

Garcia de Loaysa Giron (* 1534 in Talavera; † 22. Februar 1599) war Erzbischof des Erzbistums Toledo von 1598 bis 1599.
Er wurde am 8. Juli 1598 als Nachfolger von Erzherzog Kardinal Albrecht (Albrecht VII. von Österreich) zum siebten Erzbischof von Toledo ernannt und empfing bereits am 16. August 1598 die Bischofsweihe.